# Theodor Stillger
Theodor Stillger (* 28. August 1920 in Camberg, Taunus; † 7. Juni 1982 in London, England) war ein deutscher Architekt und Pädagoge.

## Werdegang
Stillger kam als Sohn des Josef Stillger und der Karoline Stillger, geborene Gallo, zur Welt. Im Anschluss an das Abitur studierte er Architektur. Nach Rückkehr aus britischer Kriegsgefangenschaft legte er 1947 die Staatsprüfung als Hochbauingenieur ab und war bis 1953 als freischaffender Architekt tätig. Neben seinem Beruf unterrichtete er an einer Berufsfachschule und absolvierte ein sechssemestriges Studium der Pädagogik in Frankfurt am Main. Ab 1964 unterrichtete er als Studienrat an einer Berufsschule und war später Leiter der Glasfachschule in Hadamar. Ab 1970 war er erster hauptamtlicher Generaldirektor des Deutschen Museums in München. Er starb im Juni 1982 unerwartet auf einer Dienstreise in London.

## Ehrungen
- 1976: Verdienstkreuz 1. Klasse der Bundesrepublik Deutschland